# Ferula varia
Espèce
Ferula varia est une espèce de plantes à fleurs de la famille des Apiaceae et du genre Ferula, endémique d'Asie centrale.

## Description

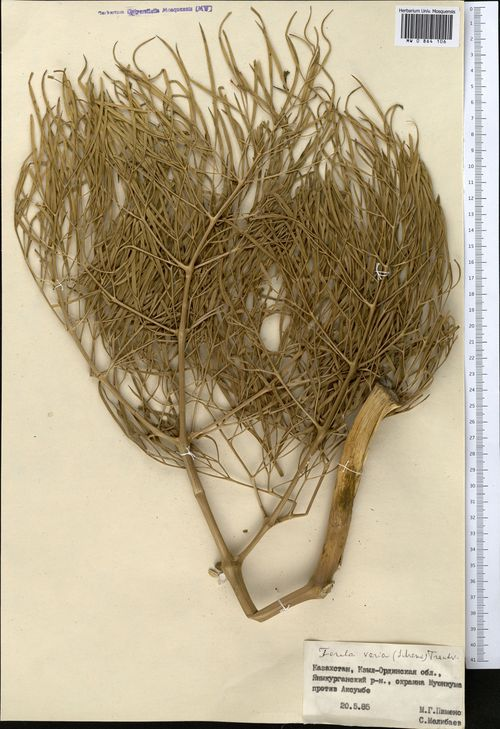
Feuilles. Collecté au Kazakhstan.
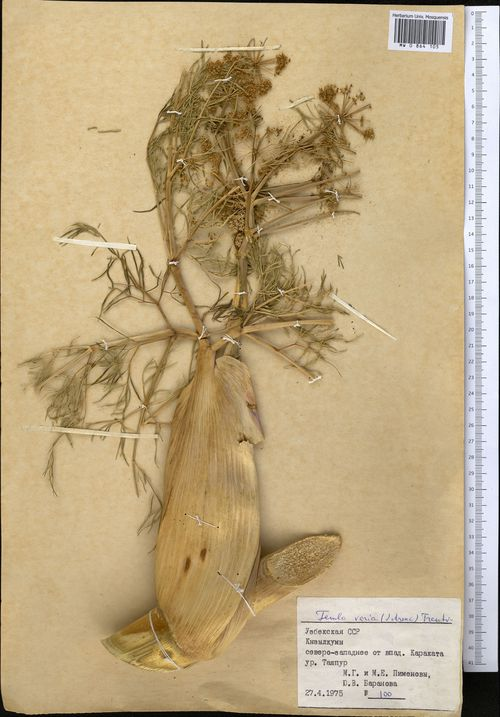
Gaine foliaire. Collecté en Ouzbékistan.
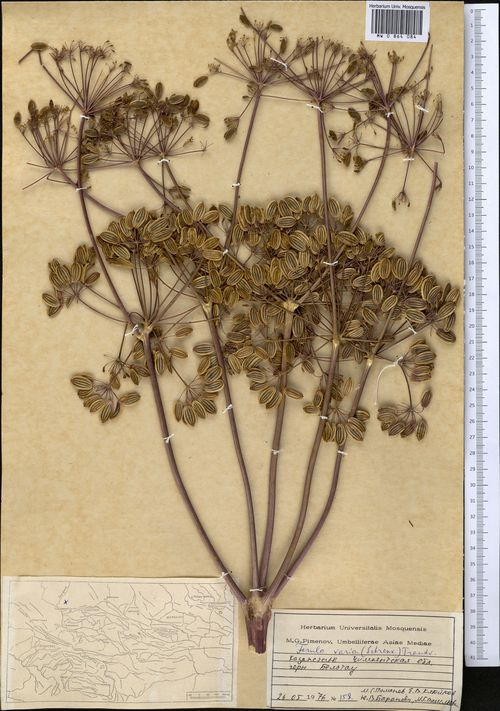
Fruits. Collecté au Kazakhstan.

Comme toutes les Férules, c'est une plante herbacée à fleurs jaunes disposées en ombelles.

## Répartition
C'est une espèce endémique d'Asie centrale, indigène au Kazakhstan, au Kirghizstan et en Ouzbékistan.

## Taxonomie
L'espèce est décrite en premier par Fisch., C.A.Mey. & Avé-Lall. en 1844, qui la classent dans le genre Peucedanum sous le basionyme Peucedanum varium. Elle est déplacée dans le genre Ferula par Ernst Rudolf von Trautvetter en 1866 sous le nom correct Ferula varia,.
Ferula varia a pour synonymes :
- Ferula schair I.G.Borshch., 1860[2],[3]
- Peucedanum shair (I.G.Borshch.) Baill., 1879[2],[3]
- Peucedanum varium Fisch., C.A.Mey. & Avé-Lall., 1844[3]